# Борисов Олександр Федорович
Олекса́ндр Фе́дорович Бори́сов (*1 травня 1905, Петербург — †12 травня 1982) — радянський актор, народний артист СРСР (з 1951).

## Життєпис
Народився у Петербурзі в сім'ї робітника. 1926 закінчив студію при Ленінградському театрі драми. З 1928 — актор цього театру (нині Театр драми імені Пушкіна). 
Серед найкращих ролей Борисова: Сергій Котов («На березі Неви» Треньова), Орлик («Фронт» Корнійчука), Коваль, Пронашка («Диктатура», «Дівчата нашої країни» Микитенка), Кисельников («Пучина» О. Островського), цар Федір («Цар Федір Іоаннович» О. Толстого). Неодноразово знімався в кіно (Мусоргський в однойменному фільмі, Павлов у фільмі «Академік Іван Павлов» та ін.).

## Нагороди
- Сталінська премія, 1947 1950, двічі в 1951.